# درون‌مایه

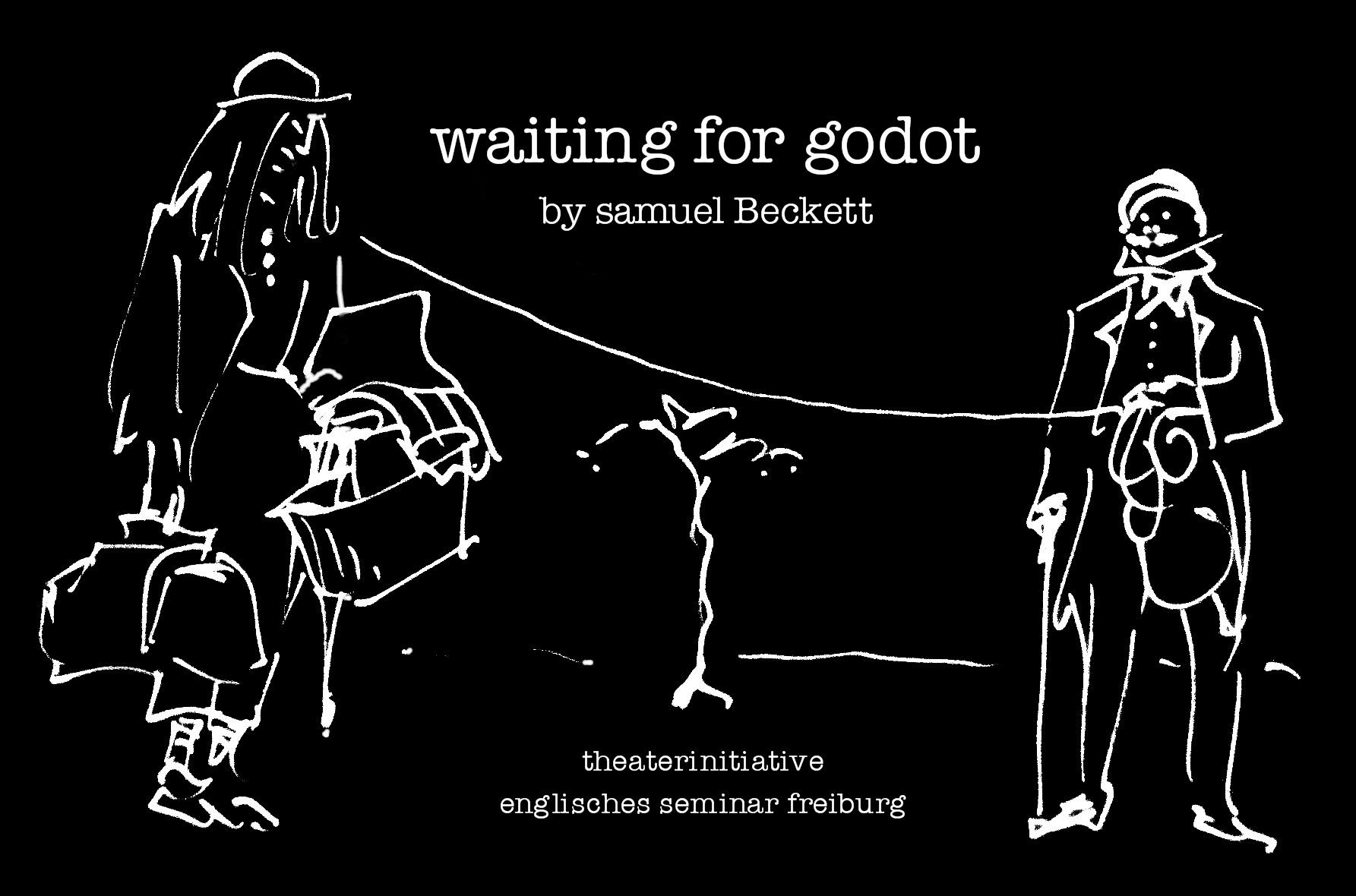
پوستر در انتظار گودو (ساموئل بکت، 1952)

درون‌مایه یا مضمون دیدگاهی است که از خواندن داستان دریافت می‌شود. مضمون موضوع، مسئله یا پرسشی است که با اشارهٔ مستقیم یا غیرمستقیم در روایت تکرار می‌شود. مضمون و بن‌مایه دو شکل رایج تکرار روایی هستند. بیشتر مواقع بن مایه‌ها ملموس‌اند و مضامین انتزاعی.

## در داستان کوتاه
درون‌مایه در داستان کوتاه اهمیت ویژه‌ای دارد. داستان کوتاه باید درون‌مایه واحدی داشته باشد. درون‌مایه هماهنگ‌کننده سایر عناصر داستان است. جمال میرصادقی دربارهٔ تعریف درون‌مایه می‌نویسد:
درون‌مایه، مضمون یا تم، فکر اصلی و مسلط هر اثر ادبی است. خط یا رشته‌ای که در خلال اثر کشیده می‌شود و وضعیت و موقعیت‌های داستان را به هم پیوند می‌دهد. به بیانی دیگر، درون‌مایه را به عنوان فکر و اندیشه حاکمی تعریف کرده‌اند که نویسنده در داستان اعمال می‌کند؛ و به همین جهت است که می‌گویند درون‌مایه هر اثری جهت فکری و ادراکی نویسنده‌اش را نشان می‌دهد.
تشخیص درون‌مایه در یک داستان کوتاه پیچیده است. نویسندگان غالباً ترجیح می‌دهند که درون‌مایه را واضح به خواننده تحمیل نکنند و خواننده باید با خواندن داستان درون‌مایه را درک کند، گاهی اندیشهٔ مسلط بر داستان، در قالب سخنان شخصیت‌های داستان (به ویژه قهرمان-شخصیت اول-) نقل می‌شود. پیرنگ، زاویه ی دید، توصیف‌ها، عنوان داستان، لحظات کلیدی و تأکیدهای نمادین معمولاً شواهد خوبی برای یافتن معنای داستان به‌شمار می‌رود. درون‌مایه، یکی از عناصر اصلی داستان کوتاه است، اما برخی از داستان‌ها فاقد این عنصر هستند، مانند داستان‌های جنایی و پلیسی یا داستان‌های ترسناک که هدف آن‌ها صرفاً سرگرمی مخاطب است.